# 빨간집모기
빨간집모기는 모기과의 곤충이다. 일반적으로 빨간집모기는 옅은 갈색에서 밝은 갈색을 띠며, 복부에 밝은색 줄무늬가 있다. 몸길이는 3~7mm이다. 빨간집모기는 곤충의 복부에 옅은색의 띠가 있는 것으로 구분할 수 있다. 또다른 특징은 몸색깔이 갈색 또는 회갈색이다.
일반적으로 보인다

## 같이 보기
- 난생